# ウォーリア (戦列艦)
| 監獄船として使用されるウォーリア | |
| 艦歴                             | |
| 発注:                            | 1773年7月13日 |
| 建造:                            | ポーツマス工廠 |
| 進水:                            | 1781年10月18日 |
| その後:                          | 1857年解体 |
| 性能諸元                         | |
| クラス:                          | アルフレッド級戦列艦 |
| 全長:                            | 砲列甲板：169ft（52m） 竜骨：38ft 5¼in（42.3m）                                                                              |
| 全幅:                            | 47ft 2in（14.4m） |
| 喫水:                            | 20ft（6.1m） |
| 機関:                            | 帆走（3本マストシップ） |
| 兵装:                            | 74門： 上砲列：18ポンド（8kg）砲28門 下砲列：32ポンド（15kg）砲28門 後甲板：9ポンド（4kg）砲14門 艦首楼：9ポンド（4kg）砲4門 |

ウォーリア（HMS Warrior）はジョン・ウィリアムズ設計のアルフレッド級74門3等戦列艦。1781年10月18日にポーツマス工廠で進水した。

## 参加海戦
- セインツの海戦
- コペンハーゲンの海戦
- フィニステレ岬の海戦